# Ferdinand I. (Portugal)

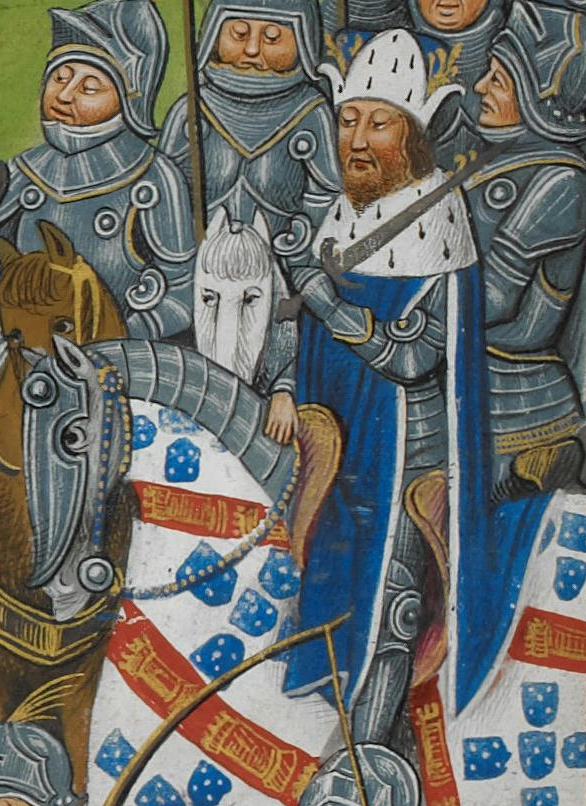
Ferdinand I.

Ferdinand I. (portugiesisch Dom Fernando I; * 31. Oktober 1345 in Santarém; † 22. Oktober 1383 in Lissabon) war der neunte König von Portugal und der letzte Monarch aus dem Haus Burgund. Seine Beinamen lauteten „der Schöne“ (portugiesisch o Formoso bzw. o Belo) oder auch „der Unbeständige“ (portugiesisch o Inconstante).

## Leben
Ferdinand war der einzig überlebende Sohn aus der Ehe des Königs Peter I. und der Constança Manuel von Kastilien. Im Jahr 1367 bestieg er den portugiesischen Thron.
Kurz danach ließ er sich in die politischen Wirren im mächtigen Nachbarland Kastilien verwickeln, was zu den Ferdinandinischen Kriegen führte. Dort hatte ein nichtehelicher Abkömmling des Königs, Heinrich von Trastámara, den legitimen Thronerben ermordet und sich selbst auf den Thron gesetzt. Ferdinand I. erkannte Heinrich von Trastámara nicht als König von Kastilien an, und machte, da in mütterlicher Linie selbst mit dem kastilischen Königshaus verwandt, eigene Ansprüche auf den kastilischen Thron geltend. Gemeinsam mit England und Aragonien begann er im Jahr 1369 einen Krieg mit Kastilien, der allerdings für Portugal wenig glücklich verlief. Im Frieden von Alcoutim musste Ferdinand allen Ansprüchen auf den kastilischen Thron entsagen. Außerdem verpflichtete er sich, eine Tochter Heinrichs von Trastámara, Eleonore, zu heiraten. Ferdinand verliebte sich dann aber in eine portugiesische Adlige, Leonore Teles de Menezes, und heiratete diese anstatt der kastilischen Prinzessin. Heinrich, verärgert über den Vertragsbruch, griff Portugal an und plünderte im Jahr 1373 Lissabon. Portugal verbündete sich daraufhin mit England, das eigene Ansprüche auf den kastilischen Thron geltend machte. Damit wurde Portugal auch zu einem Nebenschauplatz des Hundertjährigen Krieges zwischen England und Frankreich. Da England jedoch nicht, wie versprochen, Truppen schickte, musste Ferdinand I. im Vertrag von Santarém (1373) mit Kastilien Frieden schließen. Im Jahr 1381, Heinrich von Trastámara war inzwischen verstorben, griff Ferdinand erneut Kastilien an, musste aber, nachdem der kastilische Admiral Sánchez de Tovar am 17. Juli 1381 die portugiesische Flotte zerstört hatte, erneut um Frieden bitten.
Größtes Problem Ferdinands war, dass er keinen männlichen Erben bekam, so dass die Dynastie der portugiesischen Burgunder-Herrscher mit seinem Tode aussterben würde. Aufgrund der engen Verwandtschaft zum kastilischen Königshaus bestand die Gefahr, dass die portugiesische Krone an Kastilien fallen würde, womit die portugiesische Unabhängigkeit in Gefahr geriet. Ferdinand versuchte zwar, England und Kastilien gegeneinander auszuspielen, und verschiedene Heiratsprojekte für seine Erbtochter Beatrix zu arrangieren, musste dann aber schließlich doch in die Heirat seiner Tochter mit dem neuen kastilischen König Johann I. einwilligen, womit die Erbansprüche Kastiliens auf den portugiesischen Thron bekräftigt wurden.
Nach dem mit Kastilien geschlossenen Ehevertrag sollte Portugal nach dem Tode Ferdinands I. von einem Kronrat regiert werden, bis ein männliches Kind von Beatrix und Johann alt genug sein würde, zu regieren. Sollte die Ehe kinderlos bleiben, würde Portugal zwar an Kastilien fallen, das jedoch seine Autonomie garantieren würde. Im Jahr 1383 verließ Beatrix Portugal Richtung Kastilien und im selben Jahr starb Ferdinand I., nach einer insgesamt eher unglücklichen Regierungszeit.
Nach seinem Tode überschlugen sich die Ereignisse. Seine Witwe übernahm die Regentschaft, wurde aber nach sechs Wochen gestürzt (Revolution von 1383). Johann von Avis, ein illegitimer Halbbruder Ferdinands I. übernahm die Macht und ließ sich, nachdem er die kastilischen Ansprüche durch seinen Sieg in der Schlacht von Aljubarrota abgewehrt hatte, zum neuen König krönen. Er begründete das Haus Avis, ein Adelsgeschlecht, das Portugal bis 1580 regieren sollte.

## Familie
Aus seiner Ehe mit Leonore Teles de Menezes, die er 1371 heiratete, entstammten drei Kinder:
- Beatrix von Portugal (D. Beatriz) (* 1373, † nach 1409), heiratete 1383 König Johann I. von Kastilien
- D. Pedro (* und † 1380)
- D. Afonso (* und † 1382)

Außerdem hatte er eine nichteheliche Tochter:
- D. Isabel (1364–1435)